# Geastrum subiculosum
Geastrum subiculosum är en svampart som beskrevs av Cooke & Massee 1887. Geastrum subiculosum ingår i släktet jordstjärnor och familjen jordstjärnor.   Inga underarter finns listade i Catalogue of Life.